# F4F Wildcat
Grumman F4F Wildcat a fost un avion de vânătoare pentru portavioane al SUA care și-a început serviciul atât la Marina Militară a SUA (US Navy) cât și la Marina Militară a Marii Britanii (Royal Navy) în 1940 cu numele de Martlet. 
Prima dată a fost folosit în luptă de britanici în Europa, Wildcat fiind singurul avion de vânătoare pentru portavioane disponibil pentru US Navy pe teatrul de război din Pacific în prima parte al celui de-al Doilea Război Mondial în anii 1941 și 1942. (Cu toate că Brewster Buffalo era primul avion de vânătoare al US Navy, s-a dovedit dezamăgitor în luptă. Acest tip de avion a fost retras foarte repede, fiind înlocuit cu  Wildcat, odată ce acestea au fost disponibile). 

Cu o viteză maximă de 318 mph (512 km/h), în lupte aeriene  Wildcat era depășit de mai rapidul și mult mai agilul Mitsubishi A6M Zero care avea o viteză de 331 mph (533 km/h), dar masivitatea Wildcat-ului, cuplat cu tactici noi ca de exemplu Thach Weave, a determinat un raport de victorii aeriene/pierderi în favoarea americanilor de 5,9:1 în anul 1942, până la sfârșitul războiului această medie ridicându-se la 6,9:1.
Lecția învățată de la avioanele Wildcat au fost aplicate repede la proiectarea și fabricarea avionului menit să-l înlocuiască, Grumman F6F Hellcat care putea să întreacă Zero-urile și la punctele forte ale acestora din urmă. 
Producția Wildcat-urilor a continuat, acestea servind pe portavioanele de escortă, unde nu se puteau utiliza avioanele de vânătoare mai mari și mai grele.

## Caracteristici tehnice
- Echipaj: 1
- Lungime: 8,76 m
- Anvergură: 11,58 m
- Greutate gol: 2610 kg (F-4)

Grumman F4F Wildcat

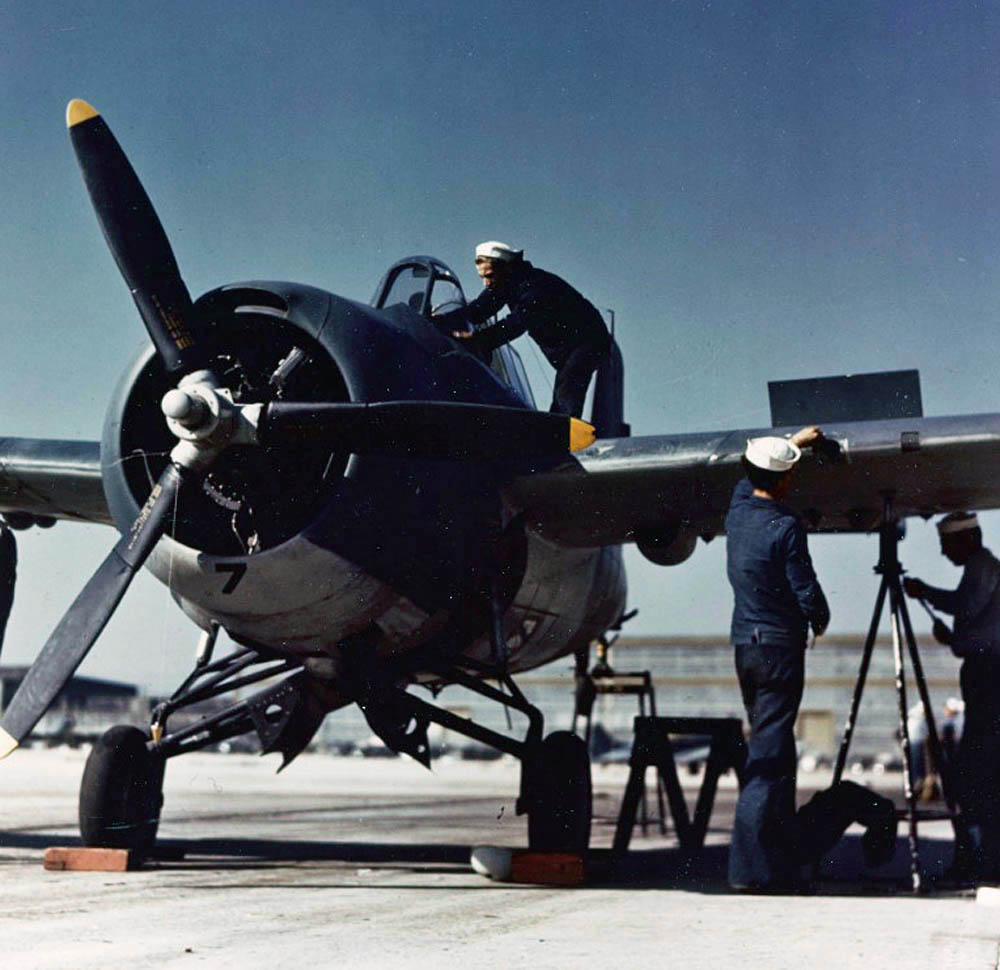
Lucrări de întreţinere la un F4F-4 pentru cele şase mitraliere Browning de calibrul .50 tip AN/M2

- Greutate maximă de decolare: 3176 kg (F–3), 3610 kg (F–4)
- Propulsie: Pratt & Whitney R–1830–76 Twin Wasp Wright R–1820–86 Cyclone
- Putere: 1200 CP (900 kW)
- Capacitate rezervor: 2x rezervoare de 220 l

### Performanțe
- Viteză maximă: 531 km/h (F-3), 515 km/h (F-4)
- Viteză ascensională: 9,9 m/s (F–4)
- Plafon de zbor: 12 000 m
- Autonomie: 1360 km (F-3), 1240 km (F-4)

### Armament
- 4 x mitraliere M2 Browning cal. .50 (F-3), 6 x mitraliere M2 Browning cal. .50 (F-4)
- Bombe: 2 x 45 kg